# Дубники (Червенський район)
Дубники (біл. вёска Дубнікі) — село в складі Червенського району Мінської області, Білорусь. Село підпорядковане Лядівській сільській раді, розташоване в центральній частині області.